# Costus muluensis
Costus muluensis là một loài thực vật có hoa trong họ Costaceae. Loài này được Meekiong, Ipor & Tawan mô tả khoa học đầu tiên năm 2006.